# Helga Weisz
Helga Weisz (* 1961 in Villach) ist eine österreichische Industrieökologin, Klimawissenschaftlerin und Professorin für industrielle Ökologie und Klimawandel am Institut für Sozialwissenschaften der Humboldt-Universität zu Berlin. Sie leitet das Future Lab „Social Metabolism & Impacts“ am Potsdam-Institut für Klimafolgenforschung (PIK).

## Leben
Weisz schloss im Jahr 1995 ihr Studium der Mikrobiologie an der Universität Wien mit einem Magister ab. Sie promovierte 2002 an der HU Berlin in Kulturwissenschaften. Im Jahr 2006 erwarb sie an der Alpen-Adria-Universität ihre Venia Docendi (Habilitation) in Sozialökologie. An deren Fakultät für Interdisziplinäre Forschung und Fortbildung am Standort Wien war sie von 1991 bis 2009 in verschiedenen Rollen wissenschaftlich tätig. Gastaufenthalte führten sie wiederholt an die Universität St. Gallen sowie an die Yale University. In den Jahren 2009 bis 2012 war sie am PIK eine der Leiterinnen des Forschungsbereichs für Klimawirkung und Vulnerabilität, von 2012 bis 2018 des Forschungsbereichs für transdisziplinäre Konzepte und Methoden.

## Wirken
Weisz’ Forschungsschwerpunkte liegen auf der sozialverantwortlichen Rohstoff- und Energiegewinnung, der Umwandlung von Rohstoffen in Waren und Dienstleistungen, deren Nutzung und Entsorgung in der Umwelt als Abfall, Ausstoß und Wärme, die gemeinsam den sozialen Metabolismus bestimmen.
Weisz nimmt aktiv an der öffentlichen Debatte um Auswege aus der Klimakrise teil. So sagte sie anlässlich der Veröffentlichung ihrer Studie zur Verringerung städtischer Treibhausgasfußabdrücke im Jahr 2017: „Weltweit müssen Städte ermutigt und befähigt werden, ihr gesamtes Emissionsspektrum – lokale und vorgelagerte Emissionen – zu beobachten. Erst dadurch können die notwendigen und ambitionierten Pläne vieler Städte zur Einhaltung der 2-Grad-Grenze verwirklicht werden.“

## Veröffentlichungen (Auswahl)
- mit Peter-Paul Pichler, Timm Zwickel, Abel Chavez, Tino Kretschmer, Jessica Seddon: Reducing urban greenhouse gas footprints. In: Scientific Reports, 7, 2017, S. 14659.
- mit Fridolin Krausmann, Christof Amann, Nina Eisenmenger, Karl-Heinz Erb, Klaus Hubacek, Marina Fischer-Kowalski: The physical economy of the European Union: Cross-country comparison and determinants of material consumption. In: Ecological Economics, 58 (4), S. 676–698.
- mit Sangwon Suh, T. E. Graedel: Industrial Ecology: The role of manufactured capital in sustainability. In: Proceedings of the National Academy of Sciences, 112(20), 2015, S. 6260–6264.